# Associazione Calcio Savoia 1908 1994-1995
Questa voce raccoglie le informazioni riguardanti il Savoia nelle competizioni ufficiali della stagione 1994-1995.

## Stagione
La stagione 1994-1995 è la 73ª stagione sportiva del Savoia. Durante l'estate, il club è passato dalle mani dei fratelli Farinelli in quelle di Gerardo Viglione, ma la crisi economica del club resta tale. Il Savoia proviene da quattro campionati di C2, in cui al massimo si è piazzato all'undicesimo posto e alla vigilia del nuovo torneo sicuramente non è tra le favorite. L'allenatore Gigi De Canio è stato confermato, dopo i buoni risultati dell'ultima stagione in cui ha portato il club alla salvezza, dopo aver rilevato il posto di Mario Zurlini alla 13ª giornata.
Della rosa della stagione precedente, vengono confermati Raimondo, Di Cunzolo, Amura, Savino, Nocerino, Sanguedolce e Visconti, a cui vengono affiancati i nuovi acquisti di Lunerti, Donnarumma, Ciardiello e Tarantino. La novità del campionato è l'instaurazione dei play-off: la prima classificata è promossa direttamente in serie C1, mentre dalla 2ª alla 5ª si giocano l'altro posto disponibile. L'inizio della stagione vede il Savoia ottenere risultati abbastanza positivi, nelle prime dieci giornate ottiene 7 pareggi e 3 vittorie.  Il primo stop, che risulterà l'unico del girone di andata, è nella trasferta contro l'Albanova, dopodiché i bianchi raccoglieranno ulteriori 3 pareggi ed una vittoria in casa contro il Formia
Intanto a stagione inoltrata, a causa dei costi insostenibili, il presidente Viglione decide di cedere il club a Franco Salvatore, che riuscirà a dare alla società una certa tranquillità dal punto di vista economico. Nel girone di ritorno il Savoia ottiene 10 punti nelle prime 5 giornate, ma all'inizio di marzo perde due trasferte consecutive, contro Benevento e Catanzaro, a cui fanno seguito tre vittorie, contro Fasano, Avezzano e Trani, ed un pareggio casalingo contro la Nocerina che vincerà il campionato. Nelle ultime gare, il Savoia conquista 4 vittorie ed un pareggio, a fronte di una sola sconfitta. Questi risultati spingono gli oplontini al 4º posto in classifica finale, dietro Matera e Benevento, ma davanti all'Albanova, che è stata la bestia nera dei biancoscudati in quanto ha vinto entrambe le gare di campionato. Nella semifinale play-off il Savoia affronta il Benevento, vince la gara casalinga di andata per 2-0, mentre nella gara di ritorno strappa un pari (3-3) con i giallorossi sempre in vantaggio e sempre ripresi dagli uomini di De Canio. In finale, disputata a Foggia allo Stadio Pino Zaccheria, il Savoia affronta il Matera. I bianchi passano subito in vantaggio dopo 2 minuti con un gol di Lunerti, ma i lucani pareggiano con Bitetto al 33º. Nella ripresa, nonostante l'inferiorità numerica dovuta all'espulsione di Ciardiello, il Savoia torna in vantaggio al 66º con Donnarumma, fissando il risultato definitivo sul 2-1. Il Savoia ritorna nel terzo livello del calcio italiano dopo 23 anni.

## Divise e sponsor
| Casa | Trasferta |

## Organigramma societario
Area direttiva
- Presidente:  Gerardo Viglione poi
 Franco Salvatore dal 18/12/94
- Direttore Generale: Michele Orlando

Area organizzativa
- Segretario generale: Giuseppe Sasso
- Magazziniere: Raffaele Ciliberti

Area tecnica
- Direttore Sportivo: Felicio Ferraro
- Allenatore:  Luigi De Canio

Area sanitaria
- Medico sociale: Alfonso Ciniglio
- Massaggiatore: Andrea Vecchione

## Rosa
| N. |                   | Ruolo | Calciatore                 |
| -- | ----------------- | ----- | -------------------------- |
|    | Italia (bandiera) | P     | Luigi Ferraioli            |
|    | Italia (bandiera) | P     | Pasquale Visconti          |
|    | Italia (bandiera) | D     | Salvatore Amura (capitano) |
|    | Italia (bandiera) | D     | Giovanni Bagnara           |
|    | Italia (bandiera) | D     | Marco Ciardiello           |
|    | Italia (bandiera) | D     | Alberto Nocerino           |
|    | Italia (bandiera) | D     | Ciro Raimondo              |
|    | Italia (bandiera) | D     | Fabio Sanguedolce          |
|    | Italia (bandiera) | D     | Alberto Savino             |
|    | Italia (bandiera) | D     | Marco Scorsini             |
|    | Italia (bandiera) | C     | Salvatore Ambrosino        |

| N. |                   | Ruolo | Calciatore          |
| -- | ----------------- | ----- | ------------------- |
|    | Italia (bandiera) | C     | Raniero Di Cunzolo  |
|    | Italia (bandiera) | C     | Pietro Tarantino    |
|    | Italia (bandiera) | A     | Francesco Codice    |
|    | Italia (bandiera) | A     | Ciro Donnarumma     |
|    | Italia (bandiera) | A     | Vincenzo Licitra    |
|    | Italia (bandiera) | A     | Giorgio Lunerti     |
|    | Italia (bandiera) | A     | Mauro Venturi       |
|    | Italia (bandiera) | C     | Cafarelli           |
|    | Italia (bandiera) |       | Giovanni Musumeci   |
|    | Italia (bandiera) |       | Sabatino Sorrentino |

## Calciomercato
| Acquisti | Acquisti | Acquisti | Acquisti   |
| R.       | Nome     | da       | Modalità   |
| -------- | -------- | -------- | ---------- |
|          |          |          | definitivo |

| Cessioni | Cessioni | Cessioni | Cessioni   |
| R.       | Nome     | a        | Modalità   |
| -------- | -------- | -------- | ---------- |
|          |          |          | definitivo |

## Risultati

### Serie C2

#### Girone di andata
| Arbitro: | Rossetti (Torino) |

|              |           |             |
| Pugliese 18’ | Marcatori | 60’ Licitra |

| Arbitro: | Miotto (Trento) |

|                |           |             |
| Donnarumma 31’ | Marcatori | 25’ Perotti |

| Arbitro: | Di Gaspare (San Benedetto del Tronto) |

|                      |           |                  |
| D’Ermilio 39’ (rig.) | Marcatori | 59’ (rig.) Amura |

| Arbitro: | Bianchi (Prato) |

|                |           |  |
| Ciardiello 86’ | Marcatori |  |

| Vasto 2 ottobre 1994, ore CEST 5ª giornata | Vastese            | 0 – 0 | Savoia | Stadio Aragona\| Arbitro: \| Galigani (Perugia) \| |
| Arbitro:                                   | Galigani (Perugia) |       |        |                                                    |

| Torre Annunziata 9 ottobre 1994, ore CEST 6ª giornata | Savoia           | 0 – 0 | Sporting Benevento | Stadio Alfredo Giraud\| Arbitro: \| Bertini (Arezzo) \| |
| Arbitro:                                              | Bertini (Arezzo) |       |                    |                                                         |

| Arbitro: | Alario (Civitavecchia) |

|                            |           |              |
| Donnarumma 20’ Lunerti 90’ | Marcatori | 32’ Intrieri |

| Arbitro: | Pellegatta (Collegno) |

|            |           |            |
| Spilli 17’ | Marcatori | 35’ Codice |

| Torre Annunziata 30 ottobre 1994, ore CEST 9ª giornata | Savoia            | 0 – 0 | Avezzano | Stadio Alfredo Giraud\| Arbitro: \| Innocente (Udine) \| |
| Arbitro:                                               | Innocente (Udine) |       |          |                                                          |

| Arbitro: | Silvestrini (Macerata) |

|  |           |                    |
|  | Marcatori | 4’, 22’ Ciardiello |

| Torre Annunziata 13 novembre 1994, ore CEST 11ª giornata | Savoia             | 0 – 0 | Nocerina | Stadio Alfredo Giraud\| Arbitro: \| Ercolino (Cassino) \| |
| Arbitro:                                                 | Ercolino (Cassino) |       |          |                                                           |

| Battipaglia 20 novembre 1994, ore CEST 12ª giornata | Battipagliese       | 0 – 0 | Savoia | Stadio Luigi Pastena\| Arbitro: \| Castellani (Verona) \| |
| Arbitro:                                            | Castellani (Verona) |       |        |                                                           |

| San Cipriano d'Aversa 27 novembre 1994, ore CEST 13ª giornata | Albanova           | 2 – 0 | Savoia | Stadio Comunale\| Arbitro: \| Apricena (Firenze) \| |
| Arbitro:                                                      | Apricena (Firenze) |       |        |                                                     |

| Arbitro: | Mariani (Perugia) |

|              |           |             |
| Raimondo 44’ | Marcatori | 77’ Casillo |

| Arbitro: | Rigolon (Trento) |

|            |           |             |
| Miccoli 3’ | Marcatori | 51’ Licitra |

| Arbitro: | Bucceri (Piacenza) |

|                                     |           |  |
| Amura 61’ (rig.), 90+3’ Lunerti 85’ | Marcatori |  |

| Arbitro: | Sorte (Bergamo) |

|                                                 |           |                                    |
| Perrone 20’ Savino 64’ (aut.) Luceri 80’ (rig.) | Marcatori | 27’ Amura 41’ Lunerti 63’ Musumeci |

#### Girone di ritorno
| Arbitro: | Calcagno (Nichelino) |

|                    |           |                       |
| Donnarumma 5’, 39’ | Marcatori | 90+1’ (rig.) Ferretti |

| Arbitro: | Di Gaspare (San Benedetto del Tronto) |

|                    |           |                          |
| Perotti 46’ (rig.) | Marcatori | 27’ Savino 69’ Tarantino |

| Arbitro: | Serena (Bassano del Grappa) |

|                                |           |                      |
| Donnarumma 3’ Amura 65’ (rig.) | Marcatori | 41’ Fida 45’ Bitetto |

| Arbitro: | Tripaldi (Potenza) |

|  |           |           |
|  | Marcatori | 7’ Codice |

| Torre Annunziata 26 febbraio 1995, ore CEST 22ª giornata | Savoia          | 0 – 0 | Vasto Marina | Stadio Alfredo Giraud\| Arbitro: \| Bianchi (Prato) \| |
| Arbitro:                                                 | Bianchi (Prato) |       |              |                                                        |

| Arbitro: | Ferrarini (Parma) |

|                           |           |                |
| D'Ottavio 51’, 90’ (rig.) | Marcatori | 85’ Di Cunzolo |

| Arbitro: | Calvi (Milano) |

|                  |           |               |
| Galeano 43’, 66’ | Marcatori | 25’ Tarantino |

| Arbitro: | Biasutto (Vicenza) |

|              |           |  |
| Raimondo 49’ | Marcatori |  |

| Arbitro: | Perissinotto (Venezia) |

|                         |           |                                    |
| Manni 13’ Di Nicola 22’ | Marcatori | 12’, 52’ Ciardiello 15’ Donnarumma |

| Arbitro: | Soffritti (Ferrara) |

|                |           |  |
| Donnarumma 59’ | Marcatori |  |

| Arbitro: | Piretti (Ravenna) |

|                |           |              |
| Cancellato 36’ | Marcatori | 15’ Raimondo |

| Arbitro: | Linfatici (Viareggio) |

|            |           |  |
| Codice 46’ | Marcatori |  |

| Arbitro: | Branzoni (Pavia) |

|  |           |              |
|  | Marcatori | 44’ Guidotti |

| Arbitro: | Silvestrini (Macerata) |

|             |           |                  |
| Barbato 64’ | Marcatori | 40’, 78’ Lunerti |

| Arbitro: | Castellani (Verona) |

|                           |           |  |
| Tarantino 16’ Lunerti 33’ | Marcatori |  |

| Arbitro: | Pin (Conegliano Veneto) |

|  |           |             |
|  | Marcatori | 89’ Licitra |

| Torre Annunziata 21 maggio 1995, ore CEST 34ª giornata | Savoia                                | 0 – 0 | Bisceglie | Stadio Alfredo Giraud\| Arbitro: \| Di Gaspare (San Benedetto del Tronto) \| |
| Arbitro:                                               | Di Gaspare (San Benedetto del Tronto) |       |           |                                                                              |

#### Play-off
| Arbitro: | Dagnello (Trieste) |

|                                |           |  |
| Amura 19’ (rig.) Tarantino 24’ | Marcatori |  |

| Arbitro: | Nucini (Bergamo) |

|                                      |           |                                          |
| D'Ottavio 4’ Orsini 36’ Ferrigno 79’ | Marcatori | 11’ Donnarumma 65’ Lunerti 81’ Tarantino |

| Arbitro: | Rossi (Ciampino) |

|                           |           |             |
| Lunerti 2’ Donnarumma 66’ | Marcatori | 33’ Bitetto |

### Coppa Italia

#### Primo turno
| Torre Annunziata 21 agosto 1994, ore CEST Andata | Savoia | 2 – 1 | Nocerina | Stadio Alfredo Giraud |

| Nocera Inferiore 31 agosto 1994, ore CEST Ritorno | Nocerina | 1 – 0 | Savoia | Stadio San Francesco d'Assisi |